# Lauttaskero (kulle, lat 67,88, long 24,40)
Lauttaskero är en kulle i Finland.   Den ligger i den ekonomiska regionen  Fjäll-Lappland  och landskapet Lappland, i den norra delen av landet, 900 km norr om huvudstaden Helsingfors. Toppen på Lauttaskero är 331 meter över havet.
Terrängen runt Lauttaskero är lite kuperad.  Trakten runt Lauttaskero är nära nog obefolkad, med mindre än två invånare per kvadratkilometer. Närmaste större samhälle är Levi, 18,7 km sydost om Lauttaskero. 